# チャン・ドンユン
チャン・ドンユン（ハングル：장동윤、1992年7月12日 - ）は、韓国の俳優。Dongyi Company所属、2024年3月14日にBH Entertainmentへ移籍が発表。

## 経歴
2015年、漢陽大学経済金融学部在学中にコンビニ強盗を捕まえる。検挙に貢献したことから警察表彰を受け、コンビニ強盗を捕まえた勇敢な大学生としてSBSニュースに出演。" 強盗を捕まえたイケメン大学生 " としてネット上で話題となり、所属事務所からスカウトを受け、俳優デビューを果たした。

## 出演

### テレビドラマ
- ソロモンの偽証（2016年、JTBC） - 主演：ハン・ジフン役
- 恋するレモネード（2017年、KBS2） - ソン・デフィ役
- 僕らが季節なら（2017年、KBS2） - 主演：オム・ギソク役
- トップマネジメント（2018年、YouTube Premium） - ドンユン役（カメオ出演）
- ラブ・セラピー A POEM A DAY（2018年、tvN） - シン・ミノ役
- ミスター・サンシャイン（2018年、tvN） - イ・ジュニョン役
- 恋のステップ～キミと見つめた青い海～（2018年、KBS2） - 主演：クォン・スンチャン役
- ノクドゥ伝～花に降る月明り～（2019年、KBS2） - 主演：チョン・ノクドゥ役
- サーチ（2020年、OCN） - 主演：ヨン・ドンジン役
- 朝鮮駆魔師（2021年、SBS） - 主演：忠寧（チュンニョン）大君役
- オアシス（2023年、KBS2） - 主演：イ・ドゥハク役
- 砂の上にも花は咲く（2023年、Netflix） - 主演：キム・ベクドゥ役
- 私の彼はキューピッド（未定） - 主演：チョン・サンヒョク役
- 今日もあなたに太陽を〜精神科ナースのダイアリー〜（2023年、Netflix） - ソン・ユチャン役

### 映画
- Beautiful Days（2018年） - 主演：ジェンチェン役
- RUN BOY RUN（2020年） - 主演：ドウォン役
- ロングディ（2021年） - 主演：ドハ役
- Taeil（2021年） - 主演：チョン・テイル役（吹き替え）
- オオカミ狩り（2022年） - 主演：ドイル役
- アフター（未定） - 主演：ジンヒョク役

### バラエティ番組
- ジャングルの法則 in サバ（2018年7月27日 - 2018年9月21日、SBS）
- 『サーチ』インタビューSP（2021年2月4日、KNTV）
- MUSIC LIST - OSTって何? -2時間SP 冬ソナから愛の不時着まで編（2021年5月30日、BSフジ）

### Music Video
- 赤頬思春期『 우주를 줄게（宇宙をあげる）』（2016年）
- 10cm『 길어야 5분（That 5 Minutes）』（2016年）
- Naul『 기억의 빈자리（Emptiness in Memory）』（2017年）